# Europese kampioenschappen beachvolleybal 2014 (vrouwen)
Het vrouwentoernooi van de Europese kampioenschappen beachvolleybal 2014 in Cagliari vond plaats van 3 tot en met 7 juni. Het Nederlandse duo Madelein Meppelink en Marleen van Iersel won de titel ten koste van het Zwitserse tweetal Tanja Goricanec en Tanja Hüberli in de finale in twee sets te verslaan. De troostfinale was een Duitse aangelegenheid en werd gewonnen door Laura Ludwig en Kira Walkenhorst die in twee sets te sterk waren voor Victoria Bieneck en Julia Großner.

## Groepsfase
|  | Direct naar laatste 16 |
|  | Naar tussenronde       |

### Groep A
| # | Ploeg                    | Punten | Wedstrijden | Wedstrijden | Spelpunten | Spelpunten | Spelpunten | Sets | Sets | Sets  |
| # | Ploeg                    | Punten | W           | V           | W          | V          | Ratio      | W    | V    | Ratio |
| - | ------------------------ | ------ | ----------- | ----------- | ---------- | ---------- | ---------- | ---- | ---- | ----- |
| 1 | Ludwig / Walkenhorst     | 6      | 3           | 0           | 137        | 106        | 1,292      | 6    | 1    | 6,000 |
| 2 | Braakman / van der Vlist | 5      | 2           | 1           | 114        | 104        | 1,096      | 4    | 2    | 2,000 |
| 3 | Brzostek / Kołosińska    | 4      | 1           | 2           | 119        | 133        | 0,895      | 3    | 4    | 0,750 |
| 4 | Benazzi / Zuccarelli     | 3      | 0           | 3           | 99         | 126        | 0,786      | 0    | 6    | 0,000 |

| Datum  |                          | Score |                          | Set 1   | Set 2   | Set 3   |
| ------ | ------------------------ | ----- | ------------------------ | ------- | ------- | ------- |
| 3 juni | Ludwig / Walkenhorst     | 2 – 0 | Benazzi / Zuccarelli     | 21 – 18 | 21 – 15 |         |
| 3 juni | Braakman / van der Vlist | 2 – 0 | Brzostek / Kołosińska    | 22 – 20 | 21 – 13 |         |
| 4 juni | Ludwig / Walkenhorst     | 2 – 1 | Brzostek / Kołosińska    | 21 – 11 | 17 – 21 | 15 – 12 |
| 4 juni | Braakman / van der Vlist | 2 – 0 | Benazzi / Zuccarelli     | 21 – 17 | 21 – 12 |         |
| 5 juni | Ludwig / Walkenhorst     | 2 – 0 | Braakman / van der Vlist | 21 – 15 | 21 – 14 |         |
| 5 juni | Brzostek / Kołosińska    | 2 – 0 | Benazzi / Zuccarelli     | 21 – 19 | 21 – 18 |         |

### Groep B
| # | Ploeg                 | Punten | Wedstrijden | Wedstrijden | Spelpunten | Spelpunten | Spelpunten | Sets | Sets | Sets  |
| # | Ploeg                 | Punten | W           | V           | W          | V          | Ratio      | W    | V    | Ratio |
| - | --------------------- | ------ | ----------- | ----------- | ---------- | ---------- | ---------- | ---- | ---- | ----- |
| 1 | Syrtseva / Sjirjajeva | 6      | 3           | 0           | 156        | 124        | 1,258      | 6    | 2    | 3,000 |
| 2 | Holtwick / Semmler    | 5      | 2           | 1           | 133        | 135        | 0,985      | 5    | 3    | 1,667 |
| 3 | Momoli / Bacchi       | 4      | 1           | 2           | 129        | 127        | 1,016      | 3    | 4    | 0,750 |
| 4 | Hansel / Zass         | 3      | 0           | 3           | 108        | 140        | 0,771      | 1    | 6    | 0,167 |

| Datum  |                       | Score |                       | Set 1   | Set 2   | Set 3   |
| ------ | --------------------- | ----- | --------------------- | ------- | ------- | ------- |
| 3 juni | Holtwick / Semmler    | 2 – 1 | Momoli / Bacchi       | 21 – 15 | 13 – 21 | 15 – 13 |
| 3 juni | Syrtseva / Sjirjajeva | 2 – 1 | Hansel / Zass         | 21 – 15 | 20 – 22 | 15 – 7  |
| 4 juni | Holtwick / Semmler    | 2 – 0 | Hansel / Zass         | 21 – 14 | 21 – 18 |         |
| 4 juni | Syrtseva / Sjirjajeva | 2 – 0 | Momoli / Bacchi       | 25 – 23 | 21 – 15 |         |
| 5 juni | Holtwick / Semmler    | 1 – 2 | Syrtseva / Sjirjajeva | 21 – 18 | 16 – 21 | 5 – 15  |
| 5 juni | Hansel / Zass         | 0 – 2 | Momoli / Bacchi       | 18 – 21 | 14 – 21 |         |

### Groep C
| # | Ploeg             | Punten | Wedstrijden | Wedstrijden | Spelpunten | Spelpunten | Spelpunten | Sets | Sets | Sets  |
| # | Ploeg             | Punten | W           | V           | W          | V          | Ratio      | W    | V    | Ratio |
| - | ----------------- | ------ | ----------- | ----------- | ---------- | ---------- | ---------- | ---- | ---- | ----- |
| 1 | Nyström / Nyström | 6      | 3           | 0           | 156        | 137        | 1,139      | 6    | 3    | 2,000 |
| 2 | Borger / Büthe    | 5      | 2           | 1           | 131        | 118        | 1,110      | 5    | 2    | 2,500 |
| 3 | Gioria / Giombini | 4      | 1           | 2           | 136        | 149        | 0,913      | 3    | 5    | 0,600 |
| 4 | Lehtonen / Lahti  | 3      | 0           | 3           | 134        | 153        | 0,876      | 2    | 6    | 0,333 |

| Datum  |                   | Score |                   | Set 1   | Set 2   | Set 3   |
| ------ | ----------------- | ----- | ----------------- | ------- | ------- | ------- |
| 3 juni | Borger / Büthe    | 2 – 0 | Gioria / Giombini | 21 – 17 | 21 – 12 |         |
| 3 juni | Nyström / Nyström | 2 – 1 | Lehtonen / Lahti  | 21 – 10 | 16 – 21 | 15 – 11 |
| 4 juni | Borger / Büthe    | 2 – 0 | Lehtonen / Lahti  | 22 – 20 | 21 – 17 |         |
| 4 juni | Nyström / Nyström | 2 – 1 | Gioria / Giombini | 16 – 21 | 21 – 17 | 15 – 11 |
| 5 juni | Borger / Büthe    | 1 – 2 | Nyström / Nyström | 21 – 16 | 16 – 21 | 9 – 15  |
| 5 juni | Gioria / Giombini | 2 – 1 | Lehtonen / Lahti  | 23 – 21 | 20 – 22 | 15 – 12 |

### Groep D
| # | Ploeg                 | Punten | Wedstrijden | Wedstrijden | Spelpunten | Spelpunten | Spelpunten | Sets | Sets | Sets  |
| # | Ploeg                 | Punten | W           | V           | W          | V          | Ratio      | W    | V    | Ratio |
| - | --------------------- | ------ | ----------- | ----------- | ---------- | ---------- | ---------- | ---- | ---- | ----- |
| 1 | Oekolova / Prokopjeva | 6      | 3           | 0           | 143        | 116        | 1,233      | 6    | 1    | 6,000 |
| 2 | Liliana / Baquerizo   | 5      | 2           | 1           | 132        | 92         | 1,435      | 5    | 2    | 2,500 |
| 3 | Bonacossi / Longuet   | 4      | 1           | 2           | 92         | 113        | 0,814      | 2    | 4    | 0,500 |
| 4 | Grawender / Lundqvist | 3      | 0           | 3           | 87         | 133        | 0,654      | 0    | 6    | 0,000 |

| Datum  |                       | Score |                       | Set 1   | Set 2   | Set 3   |
| ------ | --------------------- | ----- | --------------------- | ------- | ------- | ------- |
| 3 juni | Liliana / Baquerizo   | 2 – 0 | Bonacossi / Longuet   | 21 – 8  | 21 – 15 |         |
| 3 juni | Oekolova / Prokopjeva | 2 – 0 | Grawender / Lundqvist | 28 – 26 | 21 – 15 |         |
| 4 juni | Liliana / Baquerizo   | 2 – 0 | Grawender / Lundqvist | 21 – 12 | 21 – 5  |         |
| 4 juni | Oekolova / Prokopjeva | 2 – 0 | Bonacossi / Longuet   | 21 – 14 | 21 – 13 |         |
| 5 juni | Liliana / Baquerizo   | 1 – 2 | Oekolova / Prokopjeva | 17 – 21 | 21 – 16 | 10 – 15 |
| 5 juni | Grawender / Lundqvist | 0 – 2 | Bonacossi / Longuet   | 11 – 21 | 18 – 21 |         |

### Groep E
| # | Ploeg               | Punten | Wedstrijden | Wedstrijden | Spelpunten | Spelpunten | Spelpunten | Sets | Sets | Sets  |
| # | Ploeg               | Punten | W           | V           | W          | V          | Ratio      | W    | V    | Ratio |
| - | ------------------- | ------ | ----------- | ----------- | ---------- | ---------- | ---------- | ---- | ---- | ----- |
| 1 | Kolocová / Sluková  | 6      | 3           | 0           | 138        | 109        | 1,266      | 6    | 1    | 6,000 |
| 2 | Goricanec / Hüberli | 5      | 2           | 1           | 117        | 108        | 1,083      | 4    | 2    | 2,000 |
| 3 | Bieneck / Großner   | 4      | 1           | 2           | 110        | 115        | 0,957      | 2    | 4    | 0,500 |
| 4 | Stiekema / Meertens | 3      | 0           | 3           | 105        | 138        | 0,761      | 1    | 6    | 0,167 |

| Datum  |                     | Score |                     | Set 1   | Set 2   | Set 3   |
| ------ | ------------------- | ----- | ------------------- | ------- | ------- | ------- |
| 3 juni | Kolocová / Sluková  | 2 – 1 | Stiekema / Meertens | 18 – 21 | 21 – 10 | 15 – 12 |
| 3 juni | Bieneck / Großner   | 0 – 2 | Goricanec / Hüberli | 18 – 21 | 17 – 21 |         |
| 4 juni | Kolocová / Sluková  | 2 – 0 | Goricanec / Hüberli | 21 – 14 | 21 – 19 |         |
| 4 juni | Bieneck / Großner   | 2 – 0 | Stiekema / Meertens | 21 – 17 | 21 – 14 |         |
| 5 juni | Kolocová / Sluková  | 2 – 0 | Bieneck / Großner   | 21 – 14 | 21 – 19 |         |
| 5 juni | Goricanec / Hüberli | 2 – 0 | Stiekema / Meertens | 21 – 17 | 21 – 14 |         |

### Groep F
| # | Ploeg                         | Punten | Wedstrijden | Wedstrijden | Spelpunten | Spelpunten | Spelpunten | Sets | Sets | Sets  |
| # | Ploeg                         | Punten | W           | V           | W          | V          | Ratio      | W    | V    | Ratio |
| - | ----------------------------- | ------ | ----------- | ----------- | ---------- | ---------- | ---------- | ---- | ---- | ----- |
| 1 | Meppelink / Van Iersel        | 6      | 3           | 0           | 138        | 100        | 1,380      | 6    | 1    | 6,000 |
| 2 | Laboureur / Sude              | 5      | 2           | 1           | 148        | 132        | 1,121      | 5    | 3    | 1,667 |
| 3 | Kongshavn / Kjølberg          | 4      | 1           | 2           | 94         | 117        | 0,803      | 2    | 4    | 0,500 |
| 4 | Schützenhöfer / Plesiutschnig | 3      | 0           | 3           | 110        | 141        | 0,780      | 1    | 6    | 0,167 |

| Datum  |                               | Score |                               | Set 1   | Set 2   | Set 3   |
| ------ | ----------------------------- | ----- | ----------------------------- | ------- | ------- | ------- |
| 3 juni | Meppelink / Van Iersel        | 2 – 0 | Kongshavn / Kjølberg          | 21 – 13 | 21 – 10 |         |
| 3 juni | Laboureur / Sude              | 2 – 1 | Schützenhöfer / Plesiutschnig | 21 – 19 | 21 – 23 | 15 – 7  |
| 4 juni | Meppelink / Van Iersel        | 2 – 0 | Schützenhöfer / Plesiutschnig | 21 – 19 | 21 – 9  |         |
| 4 juni | Laboureur / Sude              | 2 – 0 | Kongshavn / Kjølberg          | 21 – 15 | 21 – 14 |         |
| 5 juni | Meppelink / Van Iersel        | 2 – 1 | Laboureur / Sude              | 21 – 18 | 18 – 21 | 15 – 10 |
| 5 juni | Schützenhöfer / Plesiutschnig | 0 – 2 | Kongshavn / Kjølberg          | 16 – 21 | 17 – 21 |         |

### Groep G
| # | Ploeg                  | Punten | Wedstrijden | Wedstrijden | Spelpunten | Spelpunten | Spelpunten | Sets | Sets | Sets  |
| # | Ploeg                  | Punten | W           | V           | W          | V          | Ratio      | W    | V    | Ratio |
| - | ---------------------- | ------ | ----------- | ----------- | ---------- | ---------- | ---------- | ---- | ---- | ----- |
| 1 | Forrer / Vergé-Dépré   | 6      | 3           | 0           | 160        | 150        | 1,067      | 6    | 3    | 2,000 |
| 2 | Menegatti / Orsi Toth  | 5      | 2           | 1           | 136        | 118        | 1,153      | 5    | 2    | 2,500 |
| 3 | Roedych / Makrogoezova | 4      | 1           | 2           | 120        | 125        | 0,960      | 3    | 4    | 0,750 |
| 4 | Bloem / Wesselink      | 3      | 0           | 3           | 111        | 134        | 0,828      | 1    | 6    | 0,167 |

| Datum  |                       | Score |                        | Set 1   | Set 2   | Set 3   |
| ------ | --------------------- | ----- | ---------------------- | ------- | ------- | ------- |
| 3 juni | Menegatti / Orsi Toth | 2 – 0 | Roedych / Markogoezova | 21 – 15 | 21 – 17 |         |
| 3 juni | Forrer / Vergé-Dépré  | 2 – 1 | Bloem / Wesselink      | 12 – 21 | 23 – 21 | 15 – 10 |
| 4 juni | Menegatti / Orsi Toth | 2 – 0 | Bloem / Wesselink      | 21 – 13 | 21 – 18 |         |
| 4 juni | Forrer / Vergé-Dépré  | 2 – 1 | Roedych / Markogoezova | 21 – 16 | 19 – 21 | 15 – 9  |
| 5 juni | Menegatti / Orsi Toth | 1 – 2 | Forrer / Vergé-Dépré   | 14 – 21 | 21 – 15 | 17 – 19 |
| 5 juni | Bloem / Wesselink     | 0 – 2 | Roedych / Markogoezova | 12 – 21 | 16 – 21 |         |

### Groep H
| # | Ploeg                      | Punten | Wedstrijden | Wedstrijden | Spelpunten | Spelpunten | Spelpunten | Sets | Sets | Sets  |
| # | Ploeg                      | Punten | W           | V           | W          | V          | Ratio      | W    | V    | Ratio |
| - | -------------------------- | ------ | ----------- | ----------- | ---------- | ---------- | ---------- | ---- | ---- | ----- |
| 1 | Dubovcová / Nestarcová     | 6      | 3           | 0           | 146        | 128        | 1,141      | 6    | 1    | 6,000 |
| 2 | Heidrich / Zumkehr         | 5      | 2           | 1           | 120        | 99         | 1,212      | 4    | 2    | 2,000 |
| 3 | Bonnerová / Hermannová     | 4      | 1           | 2           | 128        | 133        | 0,962      | 3    | 4    | 0,750 |
| 4 | Dumbauskaitė / Povilaitytė | 3      | 0           | 3           | 92         | 126        | 0,730      | 0    | 6    | 0,000 |

| Datum  |                        | Score |                            | Set 1   | Set 2   | Set 3   |
| ------ | ---------------------- | ----- | -------------------------- | ------- | ------- | ------- |
| 3 juni | Dubovcová / Nestarcová | 2 – 0 | Dumbauskaitė / Povilaitytė | 21 – 14 | 21 – 19 |         |
| 3 juni | Heidrich / Zumkehr     | 2 – 0 | Bonnerová / Hermannová     | 21 – 11 | 21 – 16 |         |
| 4 juni | Dubovcová / Nestarcová | 2 – 1 | Bonnerová / Hermannová     | 20 – 22 | 21 – 19 | 20 – 18 |
| 4 juni | Heidrich / Zumkehr     | 2 – 0 | Dumbauskaitė / Povilaitytė | 21 – 13 | 21 – 16 |         |
| 5 juni | Dubovcová / Nestarcová | 2 – 0 | Heidrich / Zumkehr         | 22 – 20 | 21 – 16 |         |
| 5 juni | Bonnerová / Hermannová | 2 – 0 | Dumbauskaitė / Povilaitytė | 21 – 15 | 21 – 15 |         |

## Knockoutfase

### Tussenronde
| Datum  | Wedstrijd | Team 1                   | Score | Team 2                 | Set 1   | Set 2   | Set 3   |
| ------ | --------- | ------------------------ | ----- | ---------------------- | ------- | ------- | ------- |
| 5 juni | 1         | Laboureur / Sude         | 1 – 2 | Bonnerová / Hermannová | 21 – 10 | 11 – 21 | 12 – 15 |
| 5 juni | 2         | Borger / Büthe           | 2 – 0 | Kongshavn / Kjølberg   | 21 – 16 | 21 – 11 |         |
| 5 juni | 3         | Heidrich / Zumkehr       | 2 – 0 | Bonacossi / Longuet    | 21 – 18 | 23 – 21 |         |
| 5 juni | 4         | Goricancec / Hüberi      | 2 – 0 | Momoli / Bacchi        | 22 – 20 | 21 – 19 |         |
| 5 juni | 5         | Menegatti / Orsi Toth    | 2 – 0 | Brzostek / Kołosińska  | 21 – 9  | 21 – 15 |         |
| 5 juni | 6         | Holtwick / Semmler       | 2 – 0 | Gioria / Giombini      | 21 – 16 | 21 – 16 |         |
| 5 juni | 7         | Braakman / Van der Vlist | 2 – 1 | Bieneck / Großner      | 21 – 19 | 14 – 21 | 12 – 15 |
| 5 juni | 8         | Liliana / Baquerizo      | 2 – 0 | Roedych / Markogoezova | 23 – 16 | 21 – 16 |         |

### Eindronde
| Achtste finale | Achtste finale         | Achtste finale | Achtste finale | Achtste finale |  |    | Kwartfinale            | Kwartfinale           | Kwartfinale | Kwartfinale | Kwartfinale |  |  | Halve finale | Halve finale           | Halve finale | Halve finale | Halve finale |  |              | Finale               | Finale                 | Finale       | Finale       | Finale |
|                |                        |                |                |                |  |    |                        |                       |             |             |             |  |  |              |                        |              |              |              |  |              |                      |                        |              |              |        |
| 1              | Ludwig / Walkenhorst   | 21             | 22             | 15             |  |    |                        |                       |             |             |             |  |  |              |                        |              |              |              |  |              |                      |                        |              |              |        |
| 23             | Bonnerová / Hermannová | 17             | 24             | 6              |  |    | 1                      | Ludwig / Walkenhorst  | 21          | 21          |             |  |  |              |                        |              |              |              |  |              |                      |                        |              |              |        |
| 3              | Borger / Büthe         | 21             | 21             |                |  | 3  | Borger / Büthe         | 19                    | 16          |             |             |  |  |              |                        |              |              |              |  |              |                      |                        |              |              |        |
| 8              | Dubovcová / Nestarcová | 15             | 19             |                |  |    |                        |                       |             |             |             |  |  | 1            | Ludwig / Walkenhorst   | 15           | 14           |              |  |              |                      |                        |              |              |        |
| 6              | Kolocová / Sluková     | 22             | 21             |                |  |    |                        |                       |             |             |             |  |  | 20           | Goricanec / Hüberli    | 21           | 21           |              |  |              |                      |                        |              |              |        |
| 9              | Heidrich / Zumkehr     | 20             | 13             |                |  |    | 6                      | Kolocová / Sluková    | 21          | 16          | 10          |  |  |              |                        |              |              |              |  |              |                      |                        |              |              |        |
| 20             | Goricanec / Hüberli    | 17             | 21             | 15             |  | 20 | Goricanec / Hüberli    | 18                    | 21          | 15          |             |  |  |              |                        |              |              |              |  |              |                      |                        |              |              |        |
| 11             | Oekolova / Prokopjeva  | 21             | 18             | 4              |  |    |                        |                       |             |             |             |  |  |              |                        |              |              |              |  |              | 20                   | Goricanec / Hüberli    | 17           | 16           |        |
| 14             | Nyström / Nyström      | 15             | 17             |                |  |    |                        |                       |             |             |             |  |  |              |                        |              |              |              |  |              | 5                    | Meppelink / Van Iersel | 21           | 21           |        |
| 7              | Menegatti / Orsi Toth  | 21             | 21             |                |  |    | 7                      | Menegatti / Orsi Toth | 19          | 23          | 10          |  |  |              |                        |              |              |              |  |              |                      |                        |              |              |        |
| 2              | Holtwick / Semmler     | 15             | 15             |                |  | 5  | Meppelink / Van Iersel | 21                    | 21          | 15          |             |  |  |              |                        |              |              |              |  |              |                      |                        |              |              |        |
| 5              | Meppelink / Van Iersel | 21             | 21             |                |  |    |                        |                       |             |             |             |  |  | 5            | Meppelink / Van Iersel | 23           | 14           | 15           |  |              |                      |                        |              |              |        |
| 10             | Forrer / Vergé-Dépré   | 15             | 25             | 4              |  |    |                        |                       |             |             |             |  |  | 12           | Bieneck / Großner      | 21           | 21           | 8            |  |              |                      |                        |              |              |        |
| 12             | Bieneck / Großner      | 21             | 23             | 15             |  |    | 12                     | Bieneck / Großner     | 24          | 21          |             |  |  |              |                        |              |              |              |  | Troostfinale | Troostfinale         | Troostfinale           | Troostfinale | Troostfinale |        |
| 4              | Liliana / Baquerizo    | 23             | 21             |                |  | 4  | Liliana / Baquerizo    | 22                    | 18          |             |             |  |  |              |                        |              |              |              |  | 1            | Ludwig / Walkenhorst | 21                     | 21           |              |        |
| 15             | Syrtseva / Sjirjajeva  | 21             | 16             |                |  |    |                        |                       |             |             |             |  |  |              |                        |              |              |              |  |              | 12                   | Bieneck / Großner      | 12           | 18           |        |